# باتون (موسیقی)

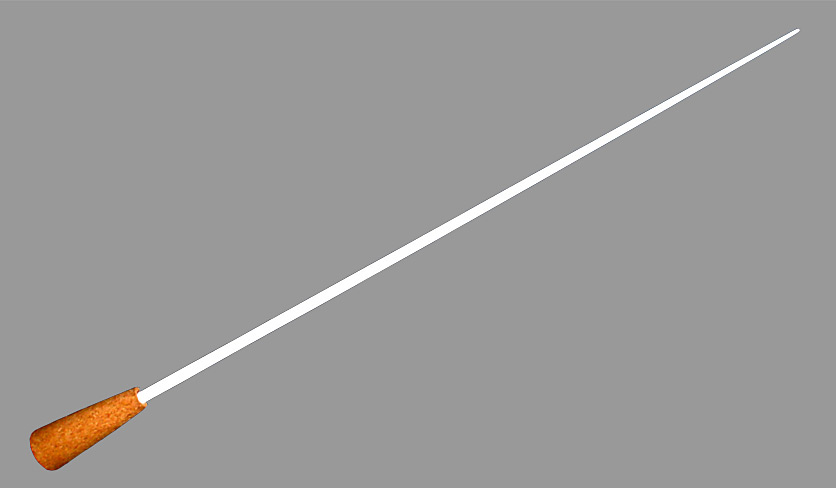
تصویری از باتون موسیقی

باتون چوبی است که توسط رهبران ارکستر عمدتاً برای بزرگ کردن و تقویت حرکات دستی و بدنی مرتبط با هدایت یک گروه از نوازندگان استفاده می‌شود.